# Sant Jaume (Alts Alps)
Sant Jaume-en-Gaudemar (en francès Saint-Jacques-en-Valgodemard) és un municipi francès situat al departament dels Alts Alps i a la regió de Provença – Alps – Costa Blava.

## Demografia
| 1841                                       | 1962 | 1968 | 1975 | 1982 | 1990 | 1999 | 2006 | 2016 |
| ------------------------------------------ | ---- | ---- | ---- | ---- | ---- | ---- | ---- | ---- |
| 592                                        | 193  | 172  | 152  | 161  | 147  | 152  | 163  | 148  |
| Des de 1962: població sense dobles comptes |      |      |      |      |      |      |      |      |

## Administració
| Període   | Identitat           | Partit |
| --------- | ------------------- | ------ |
| 1947-1977 | Joseph Grégoire     |        |
| 1977-2001 | Jean Jacques Barban |        |
| 2001-2014 | Josiane Muller      |        |
| 2014-     | Chantal Gonsolin    |        |